# Ruborridion musivum
Espèce
Synonymes
- Theridion musivum Simon, 1873

Ruborridion musivum est une espèce d'araignées aranéomorphes de la famille des Theridiidae.

## Distribution
Cette espèce se rencontre dans le bassin méditerranéen et en Inde.

## Description
Le mâle syntype mesure 1,5 mm et la femelle syntype 2,0 mm.
Les mâles mesurent de 1,5 à 1,7 mm et les femelles de 1,7 à 2,0 mm.

## Systématique et taxinomie
Cette espèce a été décrite sous le protonyme Theridion musivum par Simon en 1873. Elle est placée dans le genre Paidiscura par Wunderlich en 1987, dans le genre Theridion par Knoflach et Thaler en 2000 puis dans le genre Ruborridion par Wunderlich en 2011.

## Publication originale
- Simon, 1873 : « Aranéides nouveaux ou peu connus du midi de l'Europe. (2e mémoire). » Mémoires de la société royale des sciences de Liège, sér. 2, vol. 5, p. 187-351, réimprimé seul p. 1-174 (texte intégral).